# Ernest Thompson Seton
Ernest Evan Thompson Seton (ps. Czarny Wilk, The Chief; ur. 14 sierpnia 1860 w South Shields w Anglii, zm. 23 października 1946 w Santa Fe w USA) – założyciel ruchu Woodcraft, jeden z twórców skautingu, rysownik i pisarz, obrońca przyrody i kultury północnoamerykańskich Indian.

## Dzieciństwo i młodzieńcze lata
Pochodził z bogatej, wielodzietnej rodziny, która w 1865 przeniosła się do miasteczka Lindsey w Kanadzie. Od najmłodszych lat w kanadyjskich puszczach poznawał tajniki przyrody. Kiedy miał 10 lat, przeniósł się do Toronto, gdzie uczęszczał do szkoły i kolegium. Tam przez pewien czas miał rozbrat z lasem, gdyż rodzice patrzyli z dezaprobatą na jego zamiłowanie do zwierząt i roślin. Życie młodego Ernesta podporządkowane było Biblii i sprawom religijnym (rodzice Setona byli purytanami) oraz nauce. Po ukończeniu Ontario Art School wyjechał do Anglii na studia artystyczne na wydziale malarstwa i rzeźby w Królewskiej Akademii Sztuk Pięknych w Londynie. W 1881 wrócił do Ameryki, wycieńczony, niedożywiony i przepracowany (na cały pobyt w Londynie Ernest otrzymał od rodziców tylko około 400 dolarów, z czego opłacić musiał koszty związane ze studiami, jedzeniem, ubraniem itp.).

## Puszczańskie korzenie
Od 1882 do 1886 przebywał u brata na farmie. Tam studiował zoologię, pracował na farmie, badał przyrodę, prowadził życie myśliwego. W tym okresie również spotykał Indian, traperów, wsłuchiwał się w opowieści o wielkich myśliwych, wodzach. Poznał ich życie, sposoby polowania, język. W 1885 przyjechał do Nowego Jorku i po wielu trudnościach otrzymał zadanie sporządzenia 1000 rysunków do Wielkiego Słownika. Pięć lat później wyjechał do Paryża, gdzie studiował malarstwo i wystawiał portrety zwierząt. Skończył studia anatomii ssaków. W 1886 ożenił się z Grace Gallatin, a w 1899 wrócił do Ameryki i opublikował swoją pierwszą książkę ang. Molly Cottontail (historia zajączka). W ślad za pierwszą, wydał następne: Lobo, Dzikie zwierzęta, które znałem, Życie zwierząt Północnej Ameryki, Życiorys Srebrnego Lisa. Sam wykonał ilustracje do swoich książek. 
W 1900 Seton znalazł opuszczoną farmę w pobliżu Nowego Jorku z przylegającym do niej lasem i jeziorem. Sam zbudował dom i założył w nim muzeum, w którym znajdowało się ponad 3000 wypchanych zwierząt.

## Woodcraft
1 lipca 1902 założył pierwszy szczep Woodcraft Indians (Indianie Puszczańscy). W 1906 spotkał się z generałem Robertem Baden-Powellem i został jednym z jego doradców (w 1908 w Anglii powstała organizacja skautów R.Baden-Powella), jednocześnie sformułował zasady swojego systemu: 
- rekreacja (zdrowy wypoczynek)
- inteligentne obozownictwo
- samorząd chłopców pod przewodnictwem dorosłych
- magiczny wpływ ogniska obozowego
- puszczański program (życie na łonie przyrody i za jej pomocą)
- odznaki, czyli tzw. honory (sprawności)
- osobiste odznaczenia za osobiste osiągnięcia
- ideał bohaterski (czysty, sympatyczny ideał siły cielesnej)
- malowniczość we wszystkim (czar strojów, obrzędów, śpiewu itp.)

W 1910 Seton Czarny Wilk został naczelnikiem skautów amerykańskich (Boy Scouts of America - założonej przez Dana Bearda w 1909). W 1915 został oskarżony o socjalizm, anarchizm oraz brak amerykańskiego obywatelstwa i wyrzucony z organizacji. Tego samego roku założył nową organizację pod nazwą ang. Woodcraft-Chivalry (Rycerstwo Puszczańskie), którą przekształcił w 1917 w The Woodcraft League of America (Puszczańska Liga Ameryki). Został jej naczelnikiem, jak również światowego Woodcraftu. Aż do samej śmierci starał się wpajać wartości Woodcraftu, podkreślając jego apolityczność i dążył do zjednoczenia jego sympatyków na całym świecie.

## Upamiętnienie
Imię Ernesta Setona noszą drużyny oraz szczepy harcerskie działające w Polsce.
- 22 Łódzka Drużyna Harcerska Tajfun im. Ernesta Setona[1]
- 6 Środowiskowa Wielopoziomowa Drużyna Harcerska Kora Brzozowa im. Ernesta Thompsona Setona[2]
- 10 Gdańska Drużyna Harcerzy "Abrakadabra" im. Ernesta Thompsona Setona.[3]
- XXII Szczep im. Ernesta Thompsona Setona, Hufiec PIAST Poznań Stare Miasto.[4]
- XXIV Toruńska Drużyna Wędrownicza „Strzelnica” im. Ernesta Setona[potrzebny przypis]

## Niektóre książki
- ang. David Witt Ernest Thompson Seton: The Life and Legacy of an Artist and Conservationist
- ang. Hugh Allen Anderson The Chief: Ernest Thompson Seton and the Changing West
- ang. Seton Ernest Thompson The Book of Woodcraft (Księga Puszczaństwa).
- ang. Monarch - The Big Bear of Tallac
- Seton Ernest Thompson, Dwóch małych dzikusów, tłumaczył Ryszard Derdziński, Biblioteka Walden, Wrocław 2025.
- Seton Ernest Thompson, Dzielny Rogacz. Opowiadania z życia zwierząt, tłumaczyła Maria Arct-Golczewska, Wydawnictwo M. Arcta, Kraków 1926.
- Seton Ernest Thompson, Poselstwo Indianina, tłumaczył Tadeusz Wyrwalski, Biblioteczka Walden, Katowice 1994.
- Seton Ernest Thompson, Zwitek kory brzozowej woodcraftu, tłumaczył Milan Klimanek, Biblioteczka Walden, Katowice 1992.
- Seton Ernest Thompson, Zwierzęta które znałem, przekład Wanda Pinia, Nasza Księgarnia, Warszawa 1960
- Seton Ernest Thompson, Rolf w lasach, tłumaczył Milan Klimanek, Biblioteczka Walden, Katowice.
- Seton Ernest Thompson, Arktyczne prerie, tłumaczył Milan Klimanek, Biblioteczka Walden, Katowice.
- Milan Klimánek, POLSKA BIBLIOGRAFIA KSIĄŻKOWA DZIEŁ E. TH. SETONA. Retrospektywny i chronologiczny spis dzieł Setona, wydanych w Polsce w latach 1902 do 1992.